# Bryant Jones
Bryant LyDell Jones (* 5. Dezember 1963 in Detroit, Michigan) ist ein ehemaliger US-amerikanischer American-Football-Spieler. Er spielte eine Saison auf der Position des Defensive Backs für die Indianapolis Colts in der National Football League (NFL).

## College
Jones besuchte zwischen 1983 und 1986 die University of Toledo, wo er für die Toledo Rockets College Football spielte. In seiner zweiten Saison konnte er 25 Tackles erzielen. 1985 erzielte er insgesamt 40 Tackles und 5 Interceptions in allen elf Spielen. In seiner letzten Saison erzielte Jones 44 Tackles und fing 2 Interception.

## NFL
Nachdem Jones im NFL Draft 1987 nicht ausgewählt wurde, verpflichteten ihn die Indianapolis Colts. Am 1. September 1987 wurde er entlassen, aber als Ersatzspieler während des Streiks 1987 wiederverpflichtet. Im Spiel gegen die New York Jets erzielte er zwei Interceptions. Am 27. Oktober 1987 wurde er entlassen.